# 坂本町
坂本町（さかもとまち）は群馬県の西部、碓氷郡に属していた町。

## 地理
- 河川 - 碓氷川、入山川

## 歴史
- 1889年（明治22年）4月1日 - 町村制施行により、碓氷郡坂本宿、峠町、入山村、原村、北甘楽郡北野牧村、西野牧村の一部が合併し坂本町が成立する。
- 1954年（昭和29年）5月3日 - 松井田町、臼井町、西横野村、九十九村、細野村と合併して新しい松井田町となる。
- 2006年（平成18年）3月18日 - 松井田町が安中市と合併して新しい安中市となる。